# Mary Stävin
Mary Ann-Catrin Stävin (n. 20 august 1957, Örebro, Suedia) este o actriță suedeză, fotomodel, aleasă în 1977 Miss World. Ea a făcut parte din juriul concursului Miss World din 1980 și 2010.
Printre rolurile ei ca actriță se numără  două filme din serialul James Bond sau Octopussy. În prezent locuiește în Beverly Hills, California.